# Karcsay Lajos
Karcsay Lajos (Kiskölked, 1860. február 18. – Nagygeresd, 1932. február 11.) magyar festőművész.

## Életpályája
Szülei: Karcsay Sándor és Káldy Matild voltak. A gimnáziumot Sopronban végezte el; Pápán érettségizett. 1878-tól Münchenben képezte magát Alois Glab, Seitz és Wagner Sándor irányítása alatt. Kétszer akadémiai dicséretben részesült. 1890-ben befejezte pályáját, hazatért Nagygeresdre. 
Plein air életképeket festett. Münchenben, Berlinben és egy ideig Párizsban élt.

## Művei

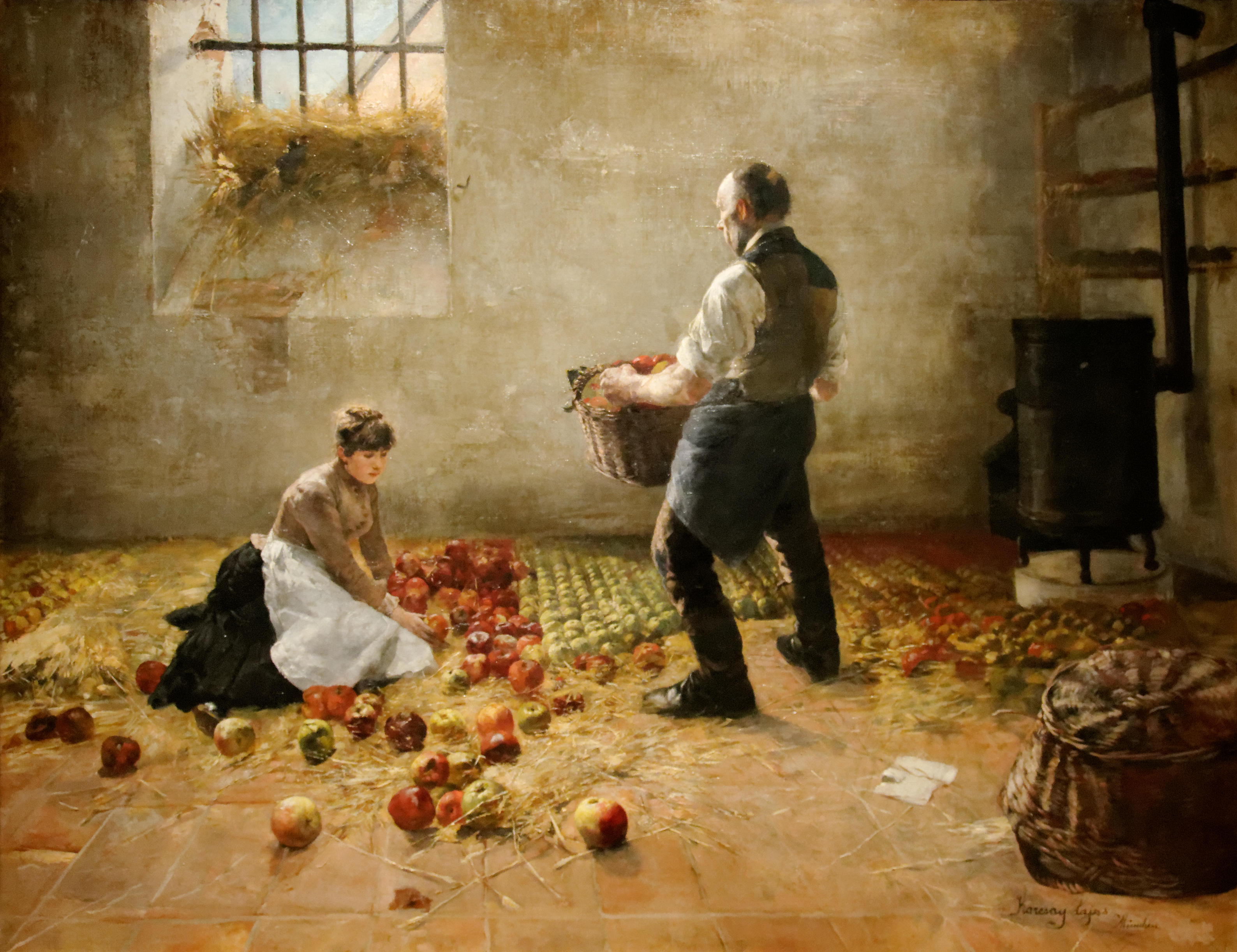
Almaszüret című festménye

- Kertészleány
- Kedves emlék
- Obsitos
- A meszelő leányok
- Almaszüret

- Fösvény/Zsugori
- Boszorkánykonyha
- Elhagyatva
- Hazafelé
- Mulató betyár
- Dachau-i menyecske
- Bajor nő
- Duzzogás
- Pulykacsendélet

## Díjai
- az országos tárlaton nagy érme (1885)
- Ráth-díj (1886)